# Уеб сайт шаблон
Уеб сайт шаблоните са предварително създадени уеб сайт дизайни, които водят до опростяване на процеса по създаването на уеб сайт.
Уеб сайт шаблоните са много популярни, защото са лесни за модифициране (дори и от непрофесионалисти), спестяват време и допълнителни разходи.
Могат лесно да се редактират и модифицират с Adobe Dreamweaver или с който и да е от популярните html редактори
Обикновено са разделени на категории, видове и стилове с претенция да покрият широк кръг потребителски изисквания.
Съществуват и уеб сайт шаблони за популярните системи за управление на съдържанието като WordPress, Joomla и др.